# Tesprozi

Tribù dell'Epiro nell'antichità.

I tesprozi o tesproti (in greco antico: Θεσπρωτοί?, Thesprōtoí) erano un'antica tribù illirica  di Tesprozia, Epiro, consanguinei ai Molossi. Il poeta Omero menziona frequentemente la Tesprozia che aveva relazioni amichevoli con Itaca e Doulichi. Sulla loro frontiera nord-orientale c'erano i Caoni e a nord il regno dei molossi. I tesproti facevano parte di una lega epirotica fino a che essi non furono annessi all'impero romano.

## Geografia

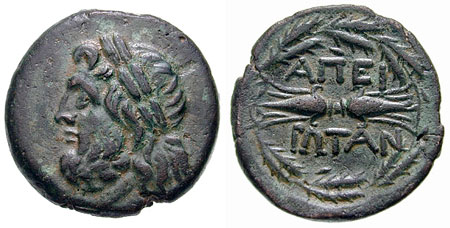
La lega epirotica, 234 a.C.

Strabone pone il territorio dei tesproti, Tesprotis, sulle coste dell'Epiro sud-occidentale. Tesprotis si estende tra il Golfo di Ambracia a sud del fiume Thyamis (attuale Kalamas) nel nord, e tra la catena montuosa del Pindo e il Mar Ionio. Secondo la leggenda, il popolo ricevette il suo nome dal capo dei pelasgi, Tesproto e primo governatore tesprota, che costruì Kichyro (Cichorus), più tardi chiamata Efira, la capitale della Tesprozia. Altre città importanti della Tesprozia comprendono Pandosia, Titani, Chimerion, Torine, Fanoti, Kassopa, Fotiki, Boucheta e Batiai. C'era una città chiamata Tesprozia condividendo lo stesso nome con la stessa tribù.

## Tribù
Secondo Strabone, i tesproti (insieme ai caoni e i molossi) erano i più famosi tra le quattordici tribù dell'Epiro, poiché una volta essi governarono l'intera regione. I caoni governarono per prima l'Epiro, mentre i tesproti e molossi vennero a governare dopo. Plutarco ci dice che i tesproti, i caoni e i molossi fossero i tre gruppi principali di tribù greche che vennero ad emergere nell'Epiro, e tutte e tre furono più potenti delle altre. Strabone ricorda inoltre che i tesproti, molossi, e macedoni fanno riferimento agli uomini vecchi come pelioi e alle donne vecchie come peliai (PIE: *pel- significa grigio); in greco antico pelitnós - grigio, peleia, "piccione", così chiamato a causa del suo colore grigio scuro, poliós - grigio, e pollós - scuro). I loro senatori erano chiamati peligones , simili ai peligani macedoni. Un'iscrizione risalente alla metà del IV secolo a.C. indica che l'organizzazione dello stato tesprota fosse simile a quella degli altri epiroti. I termini usati per "ufficio" erano prostates (greco: Προστάτες) letteralmente significa "protettori" come nella maggior parte degli stati tribali greci del tempo. Altri termini per ufficio erano grammateus (greco: Γραμματέυς) che significa "segretario", demiourgoi (greco: Δημιουργοί) letteralmente significa "creatori", hieromnemones (greco: Ιερομνήμονες) letteralmente significano "della sacra memoria" e synarchontes (greco: Συνάρχοντες) letteralmente "co-regnanti".

## Sotto-tribù
I tesproti erano divisi in molte sotto tribù. Queste comprendevano: elopi, greci, cassopi, driopi e dodoni, (greco: Δωδωναίοι), egestei, elei, elini, efiri, icadoti, cartati, chestrini, clautri, cropi, larissini, onoperni, opati, tiei, toridei, fanotei, farganei, filati e chimeri. Ci fu una migrazione verso la Tessaglia fin dall'antichità. Alcune di queste tribù successivamente si spostarono colonizzando Itaca, Leuca, Acarnania, parte della Grecia meridionale, Tessaglia e Italia.

## Mitologia
Secondo la Telegonia (ciclo epico), Odisseo pervenne nella terra di Tesprozia dove si fermò per un certo numero di anni, sposando la regina di Tesprozia, Callidice (Kallidike, Kallidice), ed ebbe un figlio che lei chiamò Polipete. Odisseo condusse i tesproti in guerra contro i brigi, ma perse la battaglia perché Ares stava dalla parte dei brigi. Atena venne così a sostenere Odisseo, scontrandosi ancora con il dio della guerra fino a che Apollo non venne a dividerli. Quando Callidice morì, Odisseo ritornò in patria a Itaca, lasciando suo figlio, Polipete, a governare la Tesprozia.

## Date
- Alleati con Corinto nel V secolo a.C.
- Alleati con Atene e i molossi, 415-404 a.C.
- Occupazione di Kassopea, Dodona,  Tesprozia orientale da parte dei Molossi 400 a.C.
- La lega tesproziana, metà del IV secolo a.C.
- Alleati con la Macedonia, 343-300 a.C.
- Parte della lega dei molossi, 300 a.C.
- Parte della lega epirotica, inclusi i caoni e molossi, 220-167 a.C.
- Assegnati al distretto della Macedonia dentro Roma, 148-27 a.C.
- Assegnati al distretto di Acaia dentro l'impero romano dal 27 a.C.

## Lista di Tesproti
- Tesproto, figlio di Licaone e primo re dei Tesproti. Fondò Kichyro.
- Regina Callidice, moglie di Odisseo.
- Re Polipete, figlio di Odisseo e di Callidice.
- Re Adoneo di Efira, marito di Persefone.
- Poionos: Admatos; Thesprotoi: Petoas, Simakos; Skepas, Aristodamo di Cassopea; Dioszotos di Pandosia; Theorodokoi ad Epidauro, 365 a.C.[14][15][16]
- Alessandros prostates, metà del IV secolo a.C.[17]
- Xenarchos figlio di Xenon di Cassopea (stele tombale), 310 a.C. ca.[18]
- Gallithos figlio di Xenon di Cassopea (stele tombale), 275 a.C. ca.[19]
- Sokratis figlia di Sotion di Boucheta (stele tombale), 250 a.C. ca.[20]
- Xenias di Cassopea prosseno a Thyrrheion Acarnania III a.C.[21]
- Alkimos (figlio di Nikandros) prosseno a Delphi, 215 a.C.[22]
- Eucharon, Eunostidas prosseni a Thermos (Etolia) fine III-inizio del II. a.C.[23]
- Milon (figlio di Sosandros) onorato da Koinon degli epiroti, tardo III secolo a.C.[24]
- Opatos consacrato a Zeus Naos, Dione, e Zeus Bouleus a Dodona, 215-210 a.C. ca.[25]
- Simakos (figlio di Phalakrion) II secolo a.C. Pancratiast, Epidauria (stateri fine 1000 a.C., insieme ad altri due atleti).[26][27]
- Demetrio (figlio di Machatas) consacrato ad Apollo a Kourion, Cipro, 200-193 a.C.[28] Il comandante della città tolemaica di Kourion.[29]
- Alkemachos (figlio di Charops) Diaulos (corsa nei ~400-metri) Panatenaici 190/189 a.C. nipote di Demetrio.[30]
- Echenika figlia di Menedamos e Aristokrateia di Kassopa, moglie di Lysixenos (stele tombale)  II a.C.[31]